# Paul Spiritus
Paul Spiritus (* 30. Dezember 1885 in Köln; † 22. Juli 1957 in Bad Godesberg) war ein deutscher Verwaltungsjurist.

## Leben
Spiritus war Sohn von Wilhelm Spiritus und seiner Frau Paula geb. Mayer. Ab Ostern 1895 besuchte er das städtische Gymnasium Bonn, als Spross einer katholischen Familie der Rheinprovinz wahrscheinlich das nachmalige Beethoven-Gymnasium Bonn. Nachdem er am 2. März 1904 die Abiturprüfung bestanden hatte, studierte er ein Semester an der University of Cambridge und zwei Semester an der Eberhard-Karls-Universität Rechtswissenschaft. Als Brandfuchs des Corps Suevia Tübingen wechselte er an die heimatliche Rheinische Friedrich-Wilhelms-Universität. Er wurde 1905 im Corps Palatia Bonn recipiert und bewährte sich als Subsenior. Am 18. Juli 1907 bestand er vor der Prüfungskommission des Oberlandesgerichts Köln die erste juristische Staatsprüfung. 

### Vorbereitungsdienst
Am 31. Juli 1907 vereidigt und  zum Referendar ernannt, begann er am Amtsgericht Königswinter den Vorbereitungsdienst. Nach neun Monaten trat er als Einjährig-Freiwilliger in das 2. Westfälische Husarenregiment Nr. 11 in Krefeld. Danach  setzte er den Vorbereitungsdienst am Amtsgericht Sinzig fort. Er wechselte von der Rechtspflege in den Verwaltungsdienst Preußens und wurde am 30. Juli 1909 vom Düsseldorfer Regierungspräsidenten zum Regierungsreferendar ernannt. Für den Vorbereitungsdienst in der Verwaltung des Regierungsbezirks Düsseldorf wurde er dem Landrat des Kreises Moers überwiesen. Am 2. März 1910 wurde er an der Ruprecht-Karls-Universität Heidelberg zum Dr. rer. pol. promoviert. Am 12. April 1913 bestand er die zweite Staatsprüfung. 

### Westprignitz und Erster Weltkrieg
Am selben Tag zum Regierungsassessor ernannt, wurde er am 13. Mai 1913 zur Unterstützung des Landrats Freiherr von Schmidtfeld als Hilfsarbeiter in den Kreis Westprignitz versetzt. Von Perleberg aus zog er als Reserveoffizier in den Ersten Weltkrieg. Mit der krankheitsbedingten Ausnahme eines halben Jahres im Garnisonsdienst war er immer an den Kriegsfronten. Er erhielt das Eiserne Kreuz II. und I.  Klasse. Nach einer schweren Verwundung im Oktober 1918 befand er sich bis Ende Januar 1919 im Lazarett. Erst ab Februar 1919 stand er wieder für den Verwaltungsdienst zur Verfügung. Vom 1. bis 15. März 1919 verwaltete er das Amt des beurlaubten Landrats im Kreis Belzig. Am 16. März 1919 vertretungsweise und ab 28. Juli 1919 kommissarisch verwaltete er das Landratsamt Perleberg. Die endgültige Ernennung zum (ersten katholischen und nichtadeligen) Landrat folgte am 26. Oktober 1919. Er gehörte keiner Partei an, wurde aber nach dem Kapp-Putsch durch Intrigen ohne nähere Begründung entlassen. Es gelang dem preußischen Innenminister Carl Severing, mit Karl Willigmann einen sozialdemokratischen Kandidaten anstelle von Spiritus durchzusetzen.

### Dienst in drei Provinzen
Spiritus blieb im Diensten des Freistaats Preußen. In der Provinz Westfalen kam er 1922 als Regierungsrat in die Präsidialabteilung des Regierungsbezirks Arnsberg. Um 1925 wurde er zugleich als Staatskommissar bei der Arnsberger Handwerkskammer eingesetzt. Seine Privatanschrift war um 1931 in Oberkassel (Düsseldorf). Trotzdem wirkte er von 1929 bis ca. 1931 in der Provinz Pommern als Regierungsrat in der III. Abteilung (direkte Steuern, Domänen und Forsten) der Regierung in Stettin. Zugleich war er Stellvertreter des Regierungspräsidenten im dortigen Bezirksausschuss. In der Provinz Hessen-Nassau 
war er ab 1934 als Oberregierungsrat tätig in der I. Abteilung (innere Angelegenheiten) der Regierung in Wiesbaden. 1935 war er als Regierungsdirektor Abteilungsleiter für Kirchen und Schulen in der Regierung in Münster in der Provinz Westfalen. In Münster wechselte er 1936 wiederum seine Funktion und war nunmehr für das Oberversicherungsamt zuständig. Zugleich fungierte er als Direktor des Versorgungsgerichts. Versetzungen und Aufgabenwechsel waren häufig. Seine Haupttätigkeit neigte sich zur Sozialpolitik und Sozialgerichtsbarkeit. 

### Familie
Verheiratet war Spiritus mit Luise geb. Graffweg, Tochter des Fabrikbesitzers Carl Graffweg und dessen Ehefrau Louise geb. van der Straaten. Der Ehe entstammten zwei Töchter und zwei Söhne; der jüngere fiel im Zweiten Weltkrieg.